# Douglas Sequeira
Pour les articles homonymes, voir Sequeira.
Douglas Sequeira Solano, né le 23 août 1977 à San José (Costa Rica), est un footballeur costaricien. Il joue au poste de défenseur avec l'équipe du Costa Rica et le club de Deportivo Saprissa.

## Carrière

### En club
- 1995-1997 : Feyenoord Rotterdam -  Pays-Bas
- 1997-1999 : Royal Excelsior Mouscron -  Belgique
- 1999-2000 : Karlsruher SC -  Allemagne
- 2000-2005 : Deportivo Saprissa -  Costa Rica
- 2005 : CD Chivas USA -  États-Unis
- 2006 : Real Salt Lake -  États-Unis
- 2007-2009 : Tromsø IL -  Norvège
- 2009- : Deportivo Saprissa -  Costa Rica

### En équipe nationale
Il a commencé sa carrière internationale en participant au championnat du monde des moins de 20 ans en 1997. Il a eu sa première cape et a participé à la Gold Cup CONCACAF en 2004.
Sequeira participe à la coupe du monde 2006 avec l'équipe du Costa Rica.

## Palmarès

### En club
- Avec Deportivo Saprissa :
  - Champion du Costa Rica en 2004 et 2010 (Clausura).

### En équipe nationale
- 42 sélections en équipe nationale (2 buts)
- Champion UNCAF en 1999 et 2005